# Unterseeboot UB-71
Pour les autres navires du même nom, voir Unterseeboot 71.
L'Unterseeboot UB-71 est un sous-marin (U-Boot) allemand de type UB III utilisé par la Kaiserliche Marine pendant la Première Guerre mondiale. Il est mis en service dans la marine impériale allemande le 23 novembre 1917.
L’UB-71 servait en Méditerranée lorsqu’il a été coulé le 21 avril 1918 par des grenades anti-sous-marines du HMS ML413 au large de Minorque.

## Conception
Comme tous les sous-marins de type UB III, l'UB-71 avait un déplacement de 513 tonnes en surface et de 647 tonnes en immersion. Ses moteurs lui permettaient de naviguer à 13,2 nœuds (24,4 km/h) en surface et à 7,6 nœuds (14,1 km/h) en immersion. Il avait une autonomie de 9090 milles marins (16830 km) à sa vitesse de croisière. L'UB-71 transportait 10 torpilles et était armé d’un canon de pont de 8,8 cm. L'UB-71 avait un équipage pouvant compter jusqu’à 3 officiers et 31 hommes. 

## Carrière
L'UB-71 a été construit par Friedrich Krupp Germaniawerft de Kiel. Après un peu moins d’un an de construction, il a été lancé à Kiel le 12 juillet 1917. Il a été mis en service plus tard la même année sous le commandement du Kapitänleutnant Kurt Schapler.

## Affectations
- Flottille I : de date inconnue au 21 avril 1918

## Commandants
- Kapitänleutnant Kurt Schapler[4] : du 23 novembre 1917 au 21 avril 1918